# Герб Гадяцького району
Герб Гадяцького району — офіційний символ Гадяцького району, затверджений 31 жовтня 2003 р. рішенням сесії районної ради.

## Опис
На червоному полі Архангел Михаїл у воїнському вбранні пробиває списом чорного диявола. На золотій главі чотири восьмипроменеві червоні зірки в пояс. Щит увінчано золотою мурованою короною з п'ятьма зубцями, між щитом і короною — напис «Гадяцький район». З правого боку щит обрамлено дубовим листям, з лівого — колоссям жита, обвитими синьо-жовтою стрічкою. Під щитом булава і бунчук в косий хрест.